# Nathan Smith (hockey sobre hielo)
Nathan Smith (Tampa, Florida, 19 de octubre de 1998) es un jugador profesional estadounidense de hockey sobre hielo que se desempeña en la posición de centro en Arizona Coyotes, equipo de la National Hockey League (NHL).

## Carrera
Fue seleccionado en la tercera ronda en la NHL Entry Draft de 2018. En 2021 hizo su debut profesional con el equipo Arizona Coyotes, donde lleva jugando dos temporadas.